# Белый Лес
Белый Лес — упразднённый посёлок в Узловском районе Тульской области России. В рамках административно-территориального устройства относился к Каменской сельской администрации Узловского района, в рамках организации местного самоуправления входил в сельское поселение Каменецкое. В 2013 году включен в состав города Донской и исключен из учётных данных. Ныне улица Лесная в микрорайоне Подлесный города Донской.

## География
Посёлок находился в восточной части Тульской области, в лесостепной зоне, на левом берегу реки Чехловки, на расстоянии примерно 4 километров (по прямой) к юго-востоку от города Узловая, административного центра округа.

### Климат
Климат характеризуется как умеренно континентальный, с умеренно холодной снежной зимой и тёплым летом. Среднегодовая многолетняя температура воздуха составляет 4,7 °С. Абсолютный минимум температуры воздуха холодного периода составляет −42 °C; абсолютный максимум тёплого периода — 38 °C. Среднегодовое количество атмосферных осадков составляет 585 мм, из которых большая часть (более 70 %) выпадает в период с апреля по октябрь. Снежный покров держится в течение 130 дней. Среднегодовая скорость ветра составляет 3,6 м/с.

## Население
| 2002 | 2010 |
| ---- | ---- |
| 10   | ↘5   |

### Национальный состав
Согласно результатам переписи 2002 года, в национальной структуре населения русские составляли 100 %